# Maserati 250F

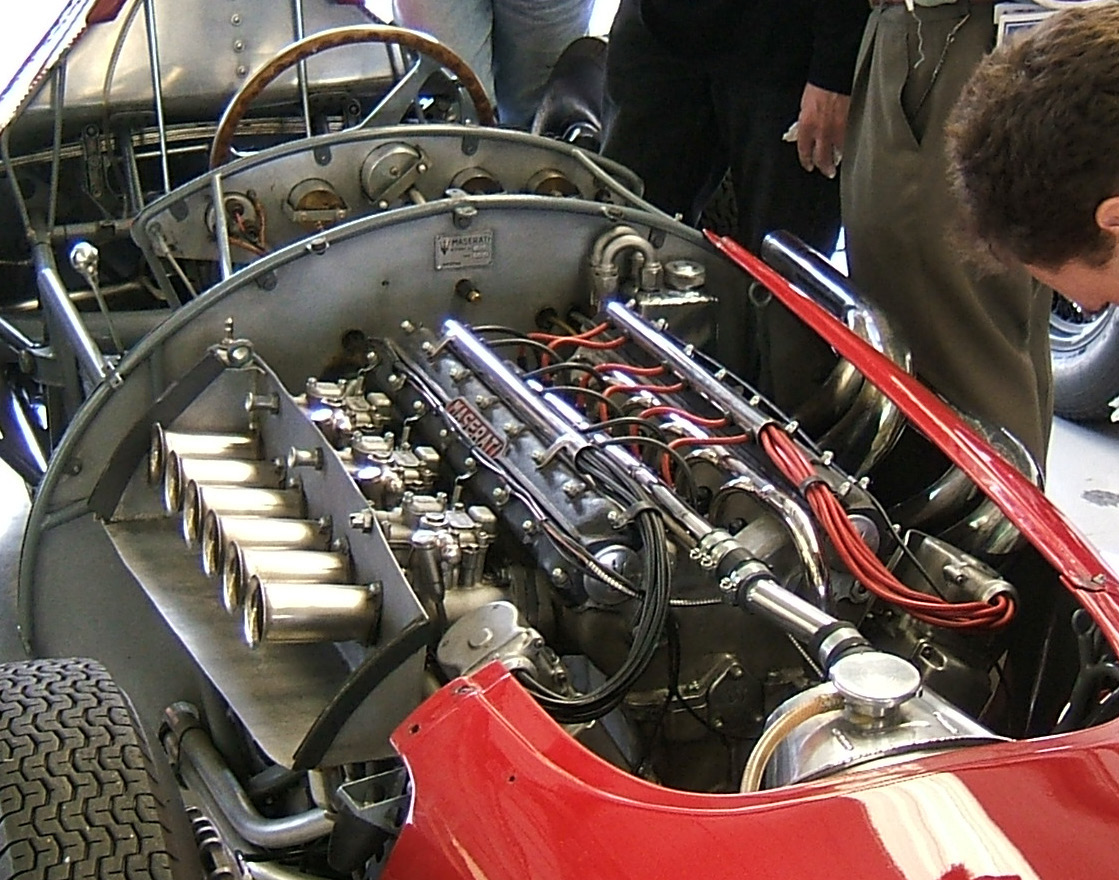
6-Zylinder-Motor des Maserati 250 F

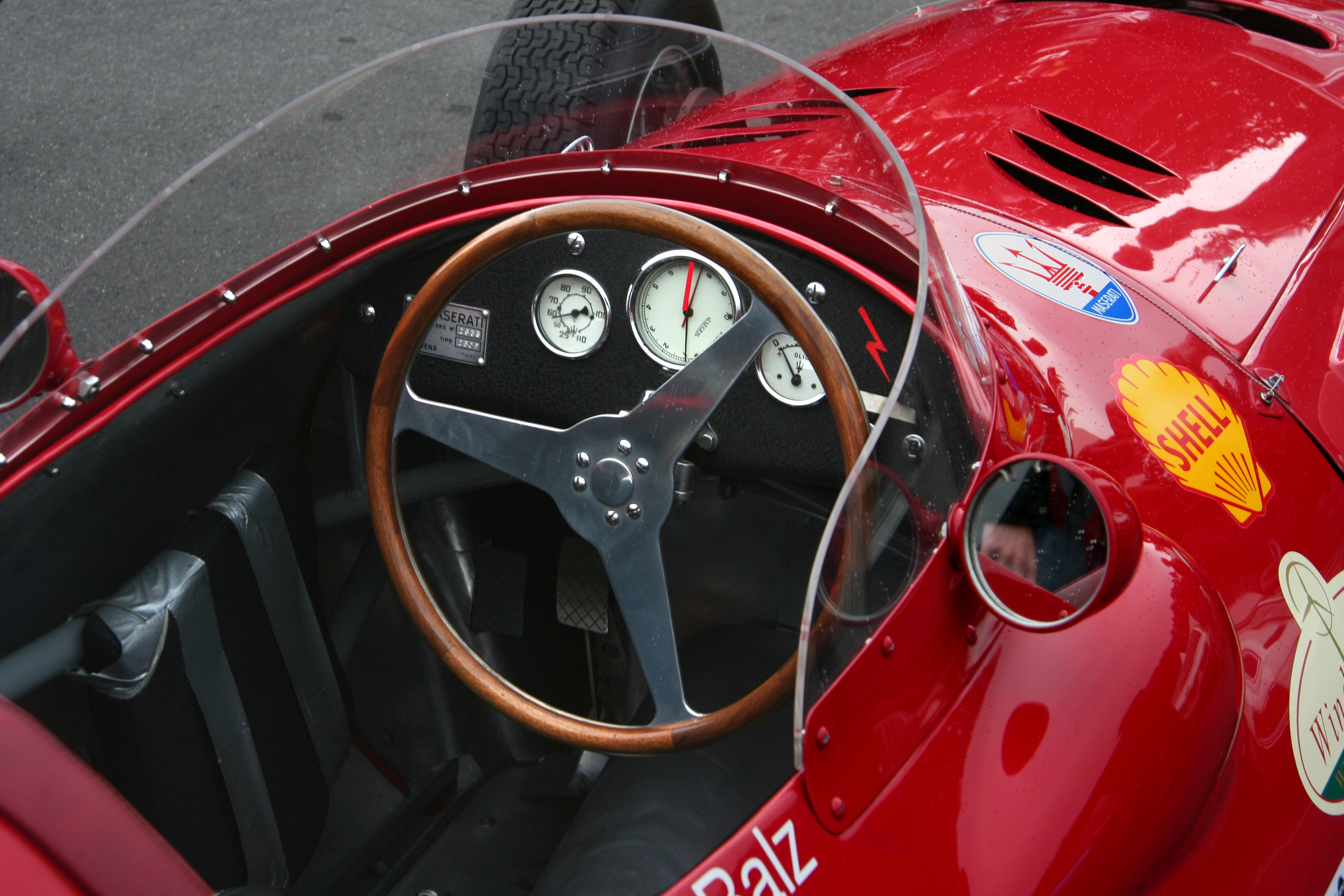
Cockpit

Der Maserati 250 F war ein Formel-1-Rennwagen, der bei Maserati von 1954 bis 1958 gebaut wurde und in der Weltmeisterschaft zum Einsatz kam. Juan Manuel Fangio wurde 1957 auf einem 250 F Formel-1-Weltmeister.

## Grundsätzliches
Der Maserati 250 F war einer der besten und langlebigsten Formel-1-Wagen der Grand-Prix-Geschichte. Die Planung bei Maserati sah ursprünglich vor, den Wagen nur für den Einsatz durch Privatiers zu entwickeln. Da diese Teams mit begrenzten finanziellen und technischen Mitteln agierten, musste der Wagen einfach konstruiert sein.
Anfänglich wurde der 250 F als 6C2500 bezeichnet. Nach den ersten Probefahrten erhielt er die Bezeichnung 250 F. Die Zahl „250“ stand für den Hubraum von 2500 cm³ und das „F“ für Formel. Die Basis des 250F war der Maserati A6GCM. So wurden von den 33 gebauten Exemplaren fünf von diesem Modell abgeleitet bzw. die A6GCM zu 250 F umgebaut. 22 Stück waren von Anfang an geplant und wurden auch hergestellt, sechs 250F waren Umbauten bestehender Wagen, die nur umnummeriert wurden.

## Technik
Vittorio Bellentani und Gioacchino Colombo einigten sich auf die Grundzüge des Wagens. Ein Sechszylinder-Reihenmotor mit Doppelzündung, Trockensumpfschmierung, drei Weber-Vergasern DCO und Wasserkühlung war vom Triebwerk des A6GCM abgeleitet; gusseiserne Zylinderlaufbuchsen wurden in einen in einem Ölbad auf 160 Grad erhitzten Aluminium-Motorblock eingesetzt. Die Verdichtung betrug 12 : 1. Zwei mit Zahnrädern angetriebene oben liegende Nockenwellen steuerten zwei Ventile pro Zylinder. Die Motorleistung von zunächst 240 PS bei 7200 bis 7700/min stieg im Laufe der Bauzeit auf 270 PS bei 8000/min. Das Viergang- bzw. ab 1955 Fünfganggetriebe lag im Heck, um eine optimale Gewichtsverteilung zu erreichen. Das Fahrwerk bestand aus einem Gitterrohrrahmen, vorderer Einzelradaufhängung an Querlenkern mit Schraubenfedern und hydraulisch betätigten Hebelstoßdämpfern (Houdaille) und hinterer De-Dion-Achse mit Querblattfedern und Hebelstoßdämpfern. Trommelbremsen an allen vier Rädern wurden hydraulisch betätigt. Der Radstand betrug 228 cm, die Spurweite vorn 130 cm, hinten 125 , Bodenfreiheit 11 cm; Trockengewicht ca. 630 kg, Tankinhalt 200 Liter. Die Karosserie mit einem Cockpit, das dem Fahrer mehr Platz als bei vergleichbaren Rennwagen der Epoche bot, lieferte Fantuzzi.
Colombo konnte die Fertigstellung der ersten 250 F nicht mehr mitverfolgen, da er von Maserati zu Bugatti wechselte, um deren Formel-1-Projekt voranzutreiben.

## Weiterentwicklung und Renneinsätze

### 1954
Der 25 0F gab sein Debüt beim Großen Preis von Argentinien 1954 mit Juan Manuel Fangio am Steuer. Fangio, der Maserati bald danach verließ, um zu Mercedes-Benz zu wechseln, fuhr den 250 F als inoffiziellen Werkswagen und sorgte für einen perfekten Premierensieg. Auch beim zweiten Rennen in Belgien war Fangio erfolgreich. Diese Erfolge bewogen Maserati, ein offizielles Werksteam ins Leben zu rufen, was es dem Werk allerdings schwer machte, alle Kundenbestellungen in der vereinbarten Zeit zu erfüllen. Deshalb wurde auf die fünf A6GCM zurückgegriffen und diese in 250 F umgebaut. Diese Wagen waren, vor allem wegen des veralteten Fahrwerks, den neuen 250 F aber unterlegen. Erkennen konnte man die umgebauten A6GCM an den außerhalb der Karosserie verlaufenden Zugstreben. Stirling Moss fuhr als Privatier fast die gesamte Saison einen 250 F in der Weltmeisterschaft. Zur Werksmannschaft gehörte neben Luigi Musso, Roberto Mieres und Onofre Marimón auch Harry Schell.

### 1955
Noch vor Mercedes-Benz testete 1955 Maserati eine Bosch-Einspritzung. Obwohl die Einspritzung vorerst nicht zum Einsatz kam, flossen die Erkenntnisse in die Einspritzungsanlagen, die in Maserati-Sportwagen eingebaut wurden. Das Getriebe erhielt einen fünften Gang und die äußeren Abmessungen wurden leicht reduziert. Fantuzzi konstruierte eine neue, strömungsgünstigere Karosserie, die im Wagen mit der Fahrgestellnummer 2518 zum Einsatz kam. Der neue Werksfahrer Jean Behra wurde damit Vierter beim Großen Preis von Italien. Gegen die Rennwagen von Mercedes-Benz blieben die 250 F während der gesamten Saison aber ohne Sieg.

### 1956
Die Versuche mit der Benzineinspritzung zeigten 1956 erste Früchte. Eine über eine Kette von der Nockenwelle angetriebene Pumpe wurde in die 250 F eingebaut. Auch das Fahrwerk wurde modifiziert. Der Motor wurde um sechs Grad verdreht angeordnet, wodurch die Kardanwelle links am Fahrersitz vorbeigeführt und die Sitzposition des Fahrers abgesenkt werden konnte. Stirling Moss, jetzt Werksfahrer bei Maserati, gewann den Großen Preis von Monaco und den Großen Preis von Italien auf der Hochgeschwindigkeitspiste von Monza.

### 1957
Für die Saison 1957 konstruierte Maserati einen neuen Gitterrohrrahmen aus dünnen Stahlrohren. Die Auspuff-Rohre wurden links an der Windschutzscheibe des Fahrers vorbei nach hinten geführt und vereinten sich dort zu einem einzigen Rohr, das bis hinter die Hinterräder führte. Auch die Trommelbremsen wurden überarbeitet. Diese Verbesserungen machten den 250 F zu dem außergewöhnlichen Fahrzeug, mit dem Juan Manuel Fangio seinen fünften Weltmeistertitel einfuhr. Maserati arbeitete bereits an einem V12-Motor, der die Lebenszeit des 250 F weiter verlängern sollte, als die Teamleitung nach dem Titelgewinn durch Fangio aus finanziellen Gründen die Auflösung des Werksteams bekannt gab.
Ab der Saison 1957 sollte der 250 F mit einem von Alfieri entwickelten 60-Grad-V12-Motor gefahren werden. Mit einem überquadradischen Bohrung-Hub-Verhältnis (Bohrung größer als Hub) und Ventilbetätigung über Tassenstößel statt verschleißanfälliger Schlepphebel war dieser Motor für hohe Drehzahlen ausgelegt. Als Leistung wurden 320 PS erwartet, allerdings bei Drehzahlen knapp unter 10.000/min. Bei Versuchsfahrten mit dem neuen Zwölfzylinder lagen Fangios Rundenzeiten jedoch jeweils etwa eine Sekunde unter seinen Bestleistungen mit dem Sechszylindermotor.
Den Großen Preis von Deutschland am 24. August 1957 gewann Fangio mit dem Sechszylinder-250-F in einer Zeit von 3:30:38,3 Stunden mit 3,6 Sekunden Vorsprung vor Mike Hawthorn auf Ferrari trotz eines nicht geplanten Radwechsels. Zu fahren waren 22 Runden bzw. 501,8 km. Mit 9:17,4 Minuten fuhr Fangio einen neuen Rundenrekord.

### 1958
1958 baute Maserati noch drei 250 F mit dem Sechszylindermotor, die an Kunden ausgeliefert wurden. Ohne die professionelle Unterstützung der Maserati-Rennabteilung waren diese Wagen der Konkurrenz nun doch unterlegen. Das US-amerikanische Temple-Buell-Team mit Carroll Shelby und Masten Gregory hatte mit den 250 F keinen Erfolg mehr.

## Galerie

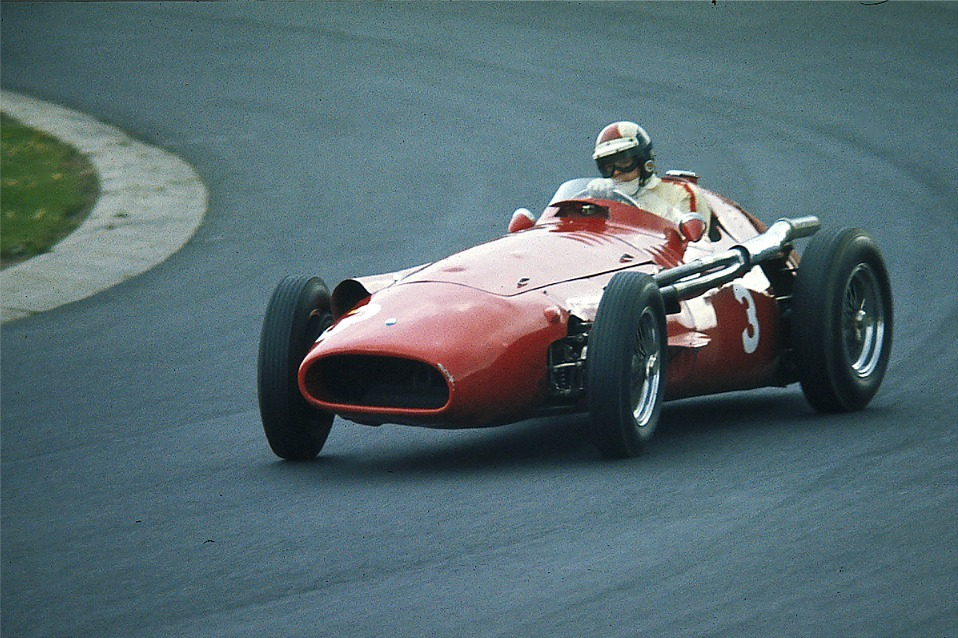
Maserati 250F beim Oldtimer-Grand-Prix 1977 in der Südkehre des Nürburgrings
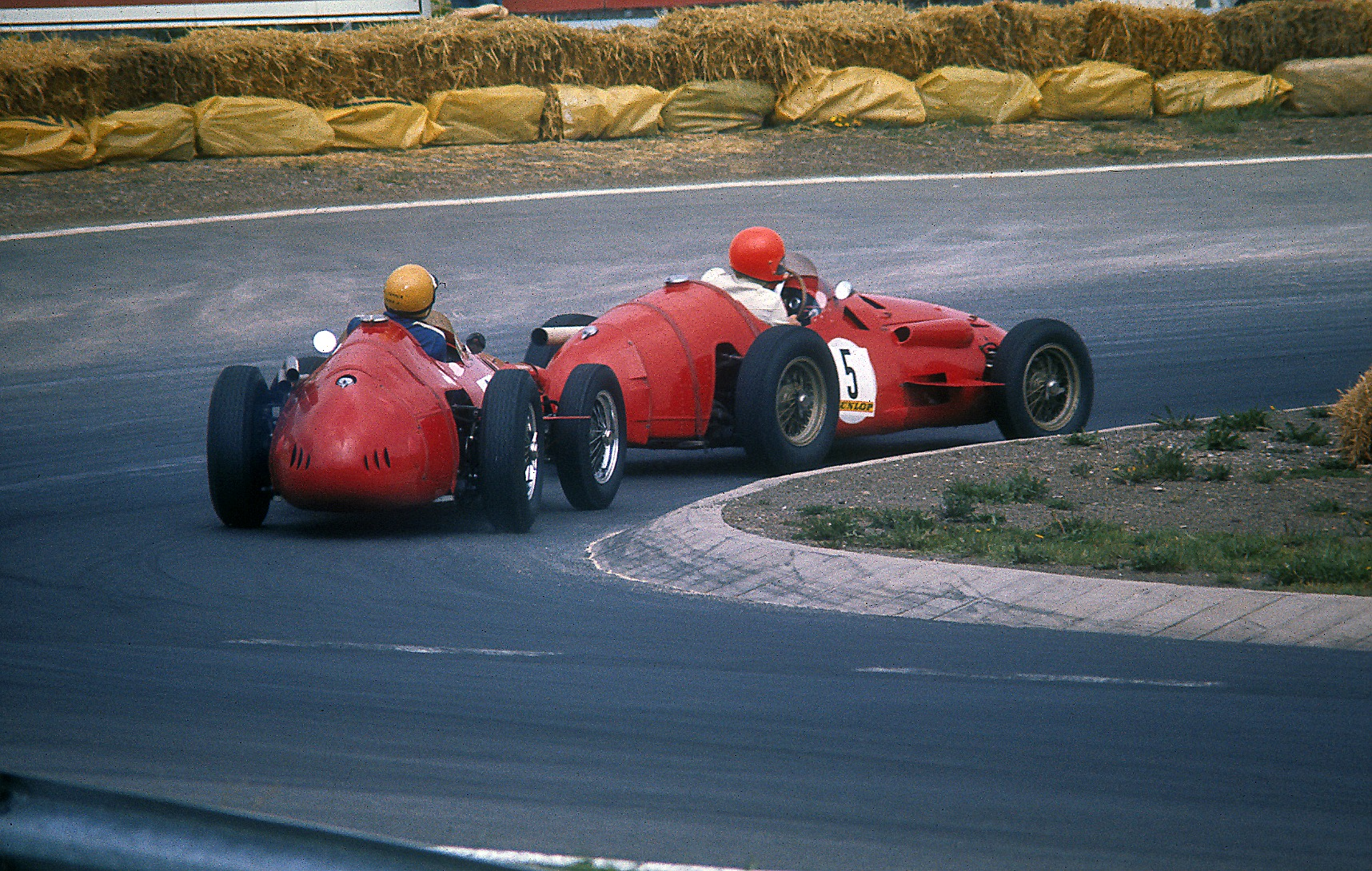
… und in der Nordkehre
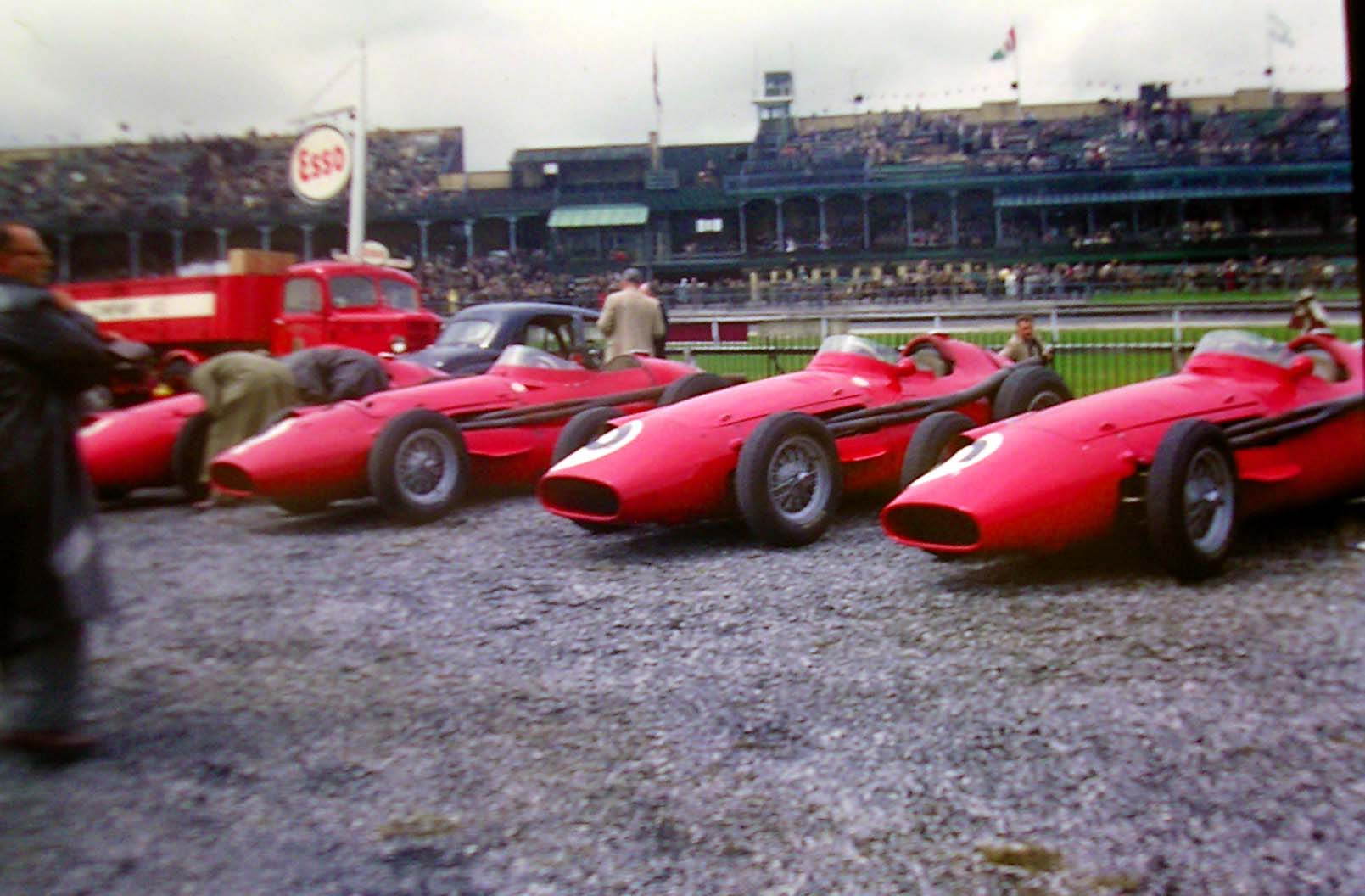
Maserati 250F des Werksteams in Aintree 1957
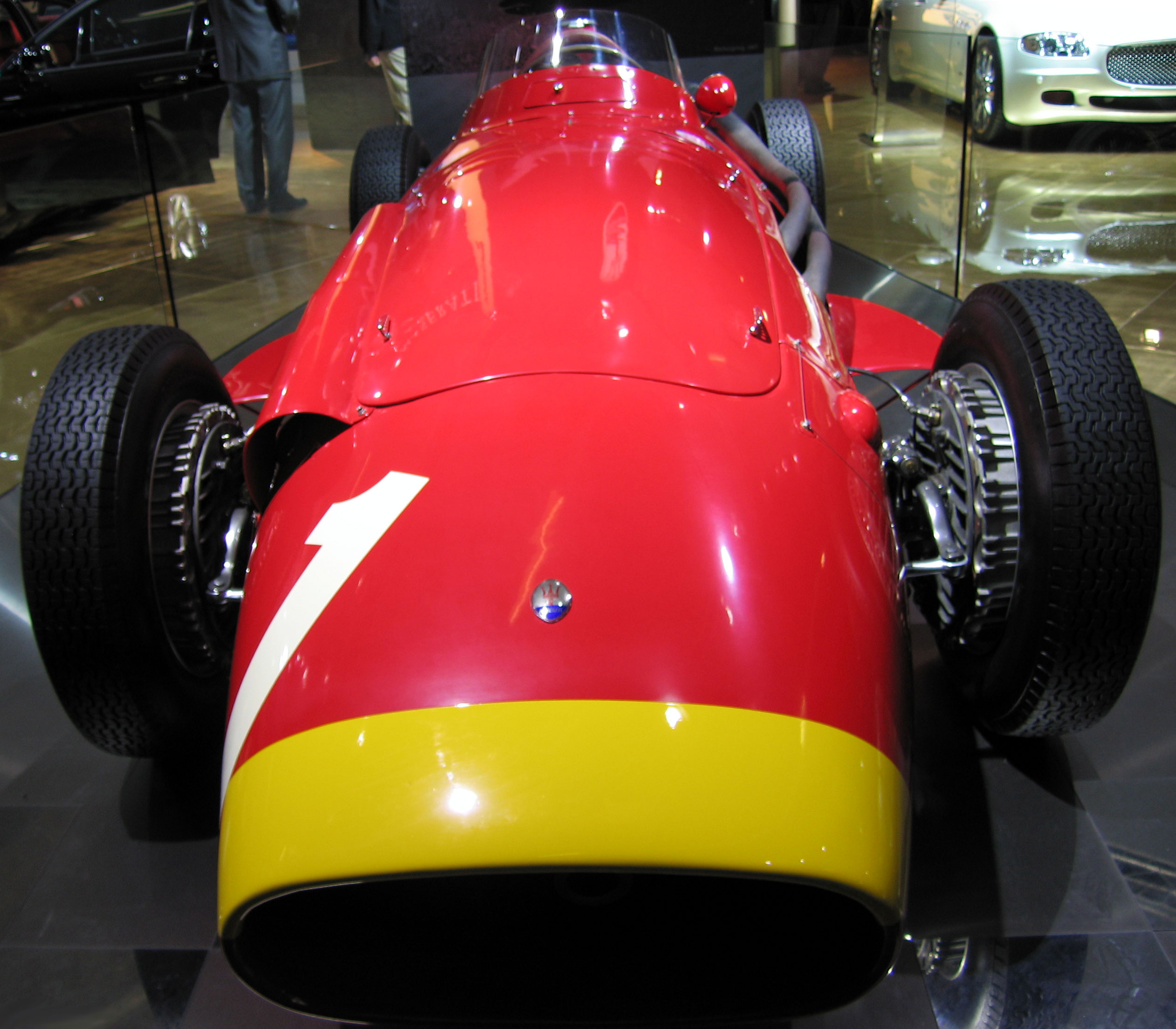
Maserati 250F, Wagen von Juan Manuel Fangio 1957
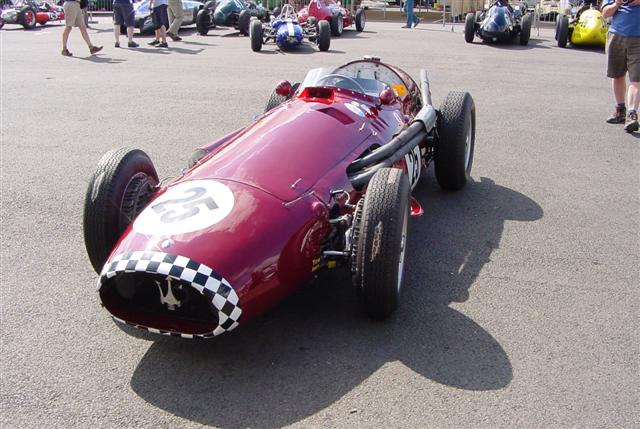
250-F-Variante mit dem nach hinten gezogenen Auspuff, 1957
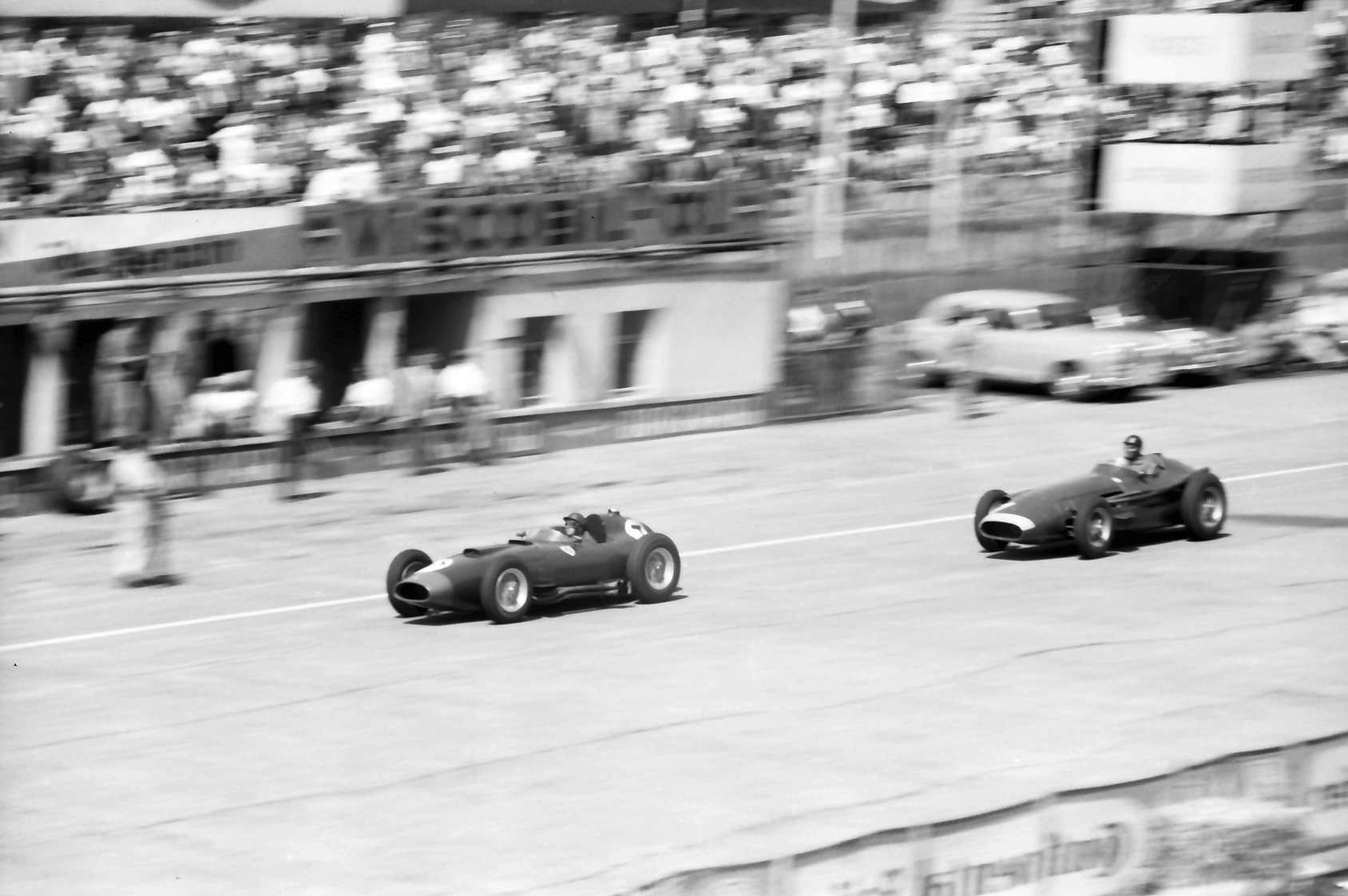
Juan Manuel Fangio im 250F hinter Peter Collins im Ferrari 801 beim Großen Preis von Deutschland 1957
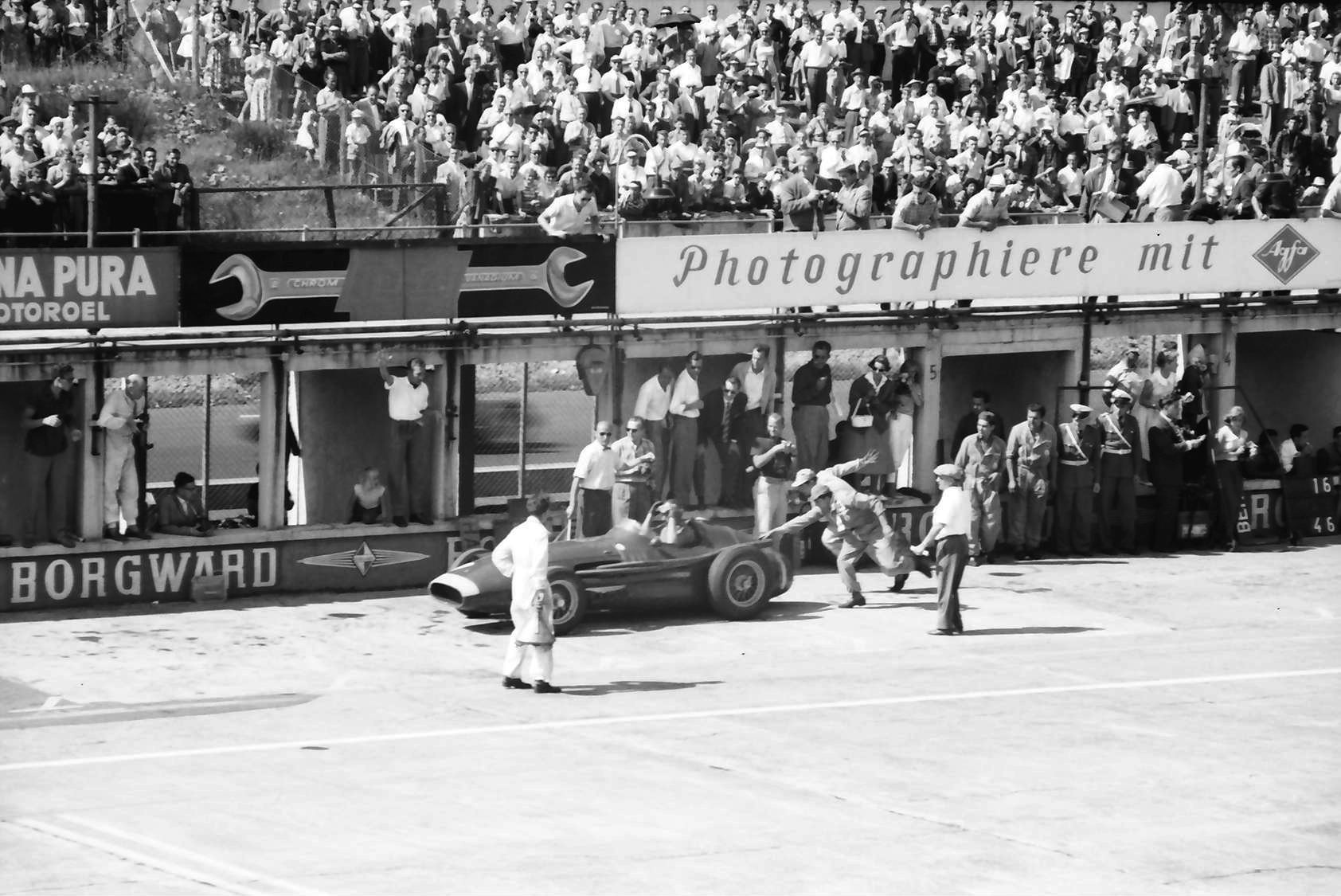
Fangio beim Boxenstopp